# 川勝広宣
川勝 広宣（かわかつ ひろのぶ）は、江戸時代前期の旗本。知氏系重氏流川勝家の3代当主。

## 生涯
寛文2年（1662年）、川勝長氏の嫡男として江戸に生まれた。寛文8年（1668年）6月6日、わずか7歳ながら初めて将軍徳川家綱に拝謁した。天和3年（1683年）9月25日、小姓組となり、貞享元年（1684年）12月16日、父長氏の死去により、その家督（下野内300石、蔵米400俵）を継いだ。
元禄2年（1689年）2月13日、桐間番に転じ、同年2月27日に小姓組に戻った。
元禄3年（1690年）5月朔日、29歳で早世した。家督は末期養子の広英が継いだ。